# Charaxes catulus
Charaxes catulus är en fjärilsart som beskrevs av Hans Fruhstorfer 1914. Charaxes catulus ingår i släktet Charaxes och familjen praktfjärilar. Inga underarter finns listade i Catalogue of Life.